# Hospital y Botica de San Francisco
El  Hospital y la Botica de San Francisco es un edificio ubicada en la Calle de San Miguel (Melilla), de Melilla la Vieja en la ciudad española de Melilla, y que forma parte del Conjunto Histórico Artístico de la Ciudad de Melilla, un Bien de Interés Cultural.

## Historia
Fue construido entre 1661 y 1665 como hospital, sufriendo ampliaciones en 1699 y 1719 y siendo reconstruido en 1751. A raíz del sitio de 1775 pasa desempeñar las funciones de botica y farmacia.
Actualmente esta abandonado tras ser una corrala de vecinos.

## Descripción

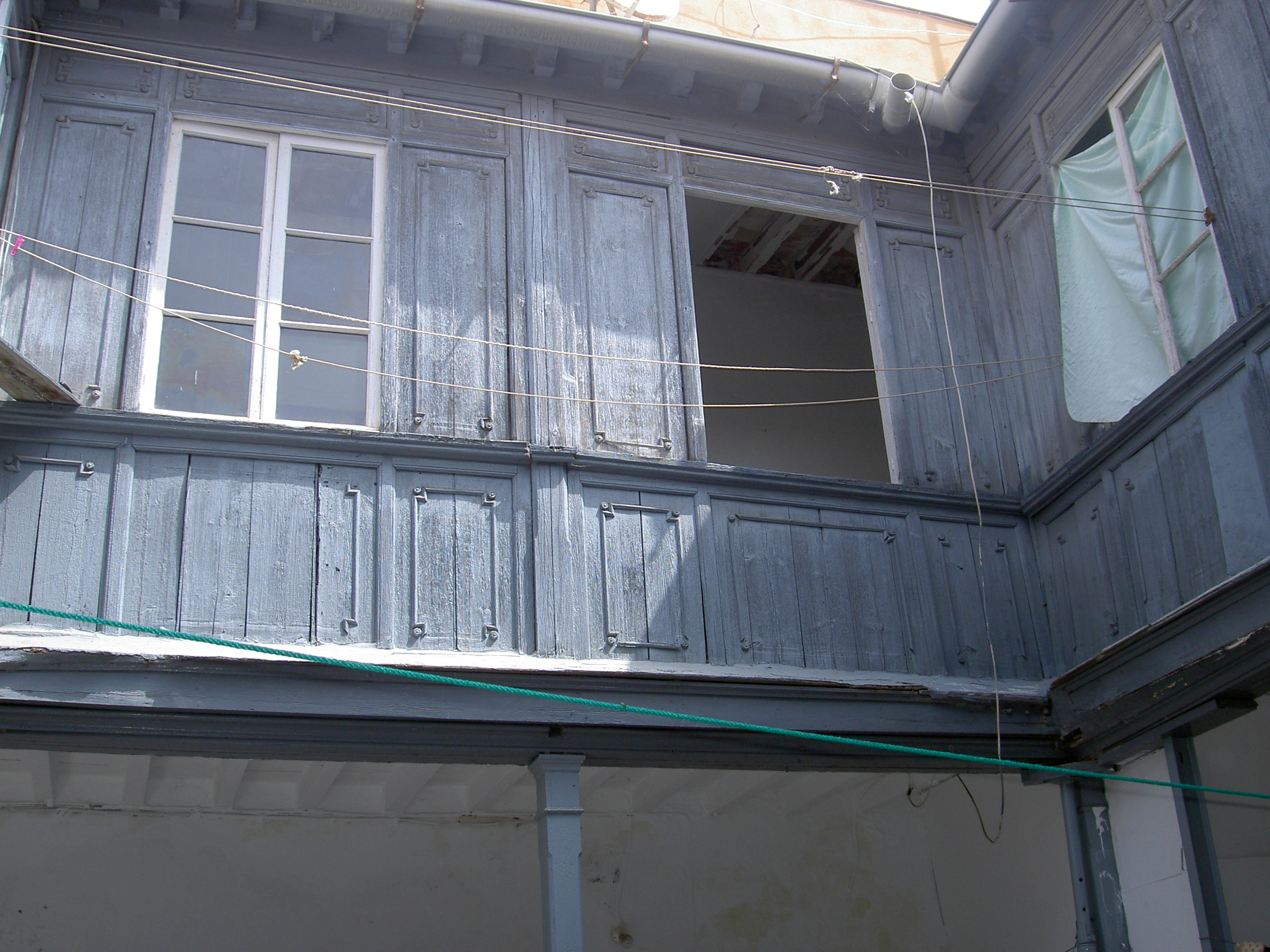
Patio de la Botica de San Francisco

El edificio está edificado en piedra, paredes, ladrillo macizo, arcos y bóvedas, y madera, vigas y planchas para los techos y con tejas para el tejado, y consta de un grupo de salas alrededor de un patio porticado de madera, con un arco de piedra sobre la Calle de San Miguel.